# Acanthicus
Acanthicus is een geslacht van straalvinnige vissen uit de familie van de harnasmeervallen (Loricariidae).

## Soorten
- Acanthicus adonis Isbrücker & Nijssen, 1988
- Acanthicus hystrix Spix & Agassiz, 1829
  - = Rinelepis acanthicus Valenciennes, 1840